# Murat (tổng)
Tổng Murat là một tổng của Pháp, thuộc tỉnh Cantal trong vùng Auvergne-Rhône-Alpes.

## Các đơn vị trực thuộc
Tổng này gồm 15 xã:
- Albepierre-Bredons
- Celles
- Chalinargues
- La Chapelle-d'Alagnon
- Chastel-sur-Murat
- Chavagnac
- Cheylade
- Le Claux
- Dienne
- Laveissenet
- Laveissière
- Lavigerie
- Murat
- Neussargues-Moissac
- Virargues

## Lịch sử
| Ngày bầu cử                      | Tên             | Đảng            | Chức vụ                 |
| -------------------------------- | --------------- | --------------- | ----------------------- |
| Dữ liệu trước năm 2004 không rõ. |                 |                 |                         |
| 21 mars 2004                     | Bernard Delcros | Divers Cánh hữu | Thị trưởng Chalinargues |